# 臺灣車輛牌照

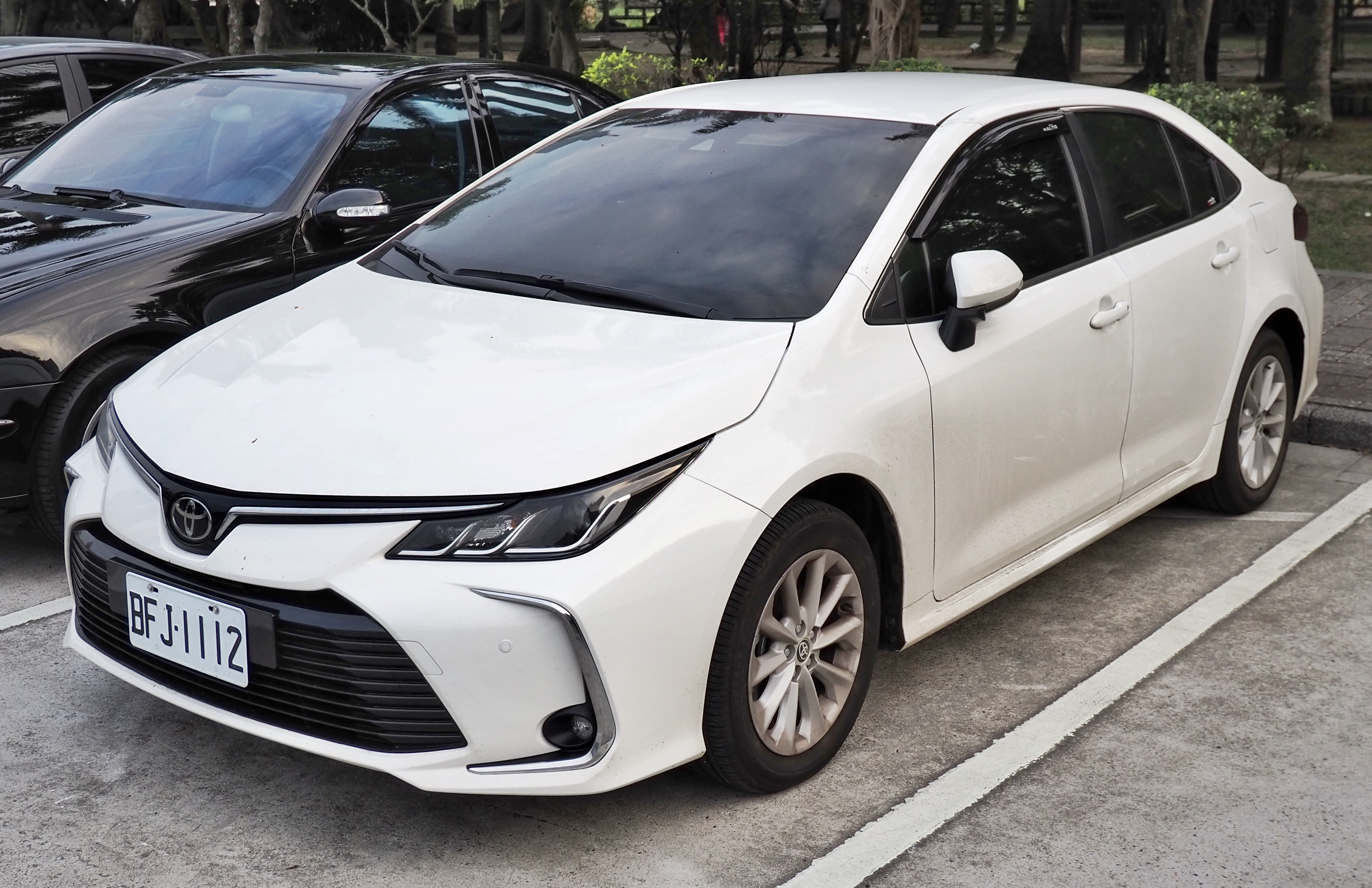
懸掛中華民國現代車牌的普通轎車

中華民國的車輛號牌根據《公路法》、《道路交通管理處罰條例》、《道路交通安全規則》等道路交通法規發放及規範，為公路監理之一環；在道路上「非依軌道電力架設，而以原動機行駛」之車輛均需懸掛號牌、並以此登記車籍。主要管理機關為交通部公路局，台灣目前有效的車牌號碼是以1992年換發的為主
2024年12月，汽車總量超過800萬輛（包含未依規定註銷仍在籍車輛，但不含非公路總局管轄之車輛，例如軍用車輛），而機車總量在2020年超過1,400萬輛；截至2025年3月底，各車種登記總數共計2,335.3萬輛，其中汽車868.9萬輛、摩托車1,466.4萬輛，每百人機動車輛數為99.9輛（每百人汽車數37.2輛，每百人機車數62.7輛）。

## 現行制度與號牌型式

### 型式與懸掛規定

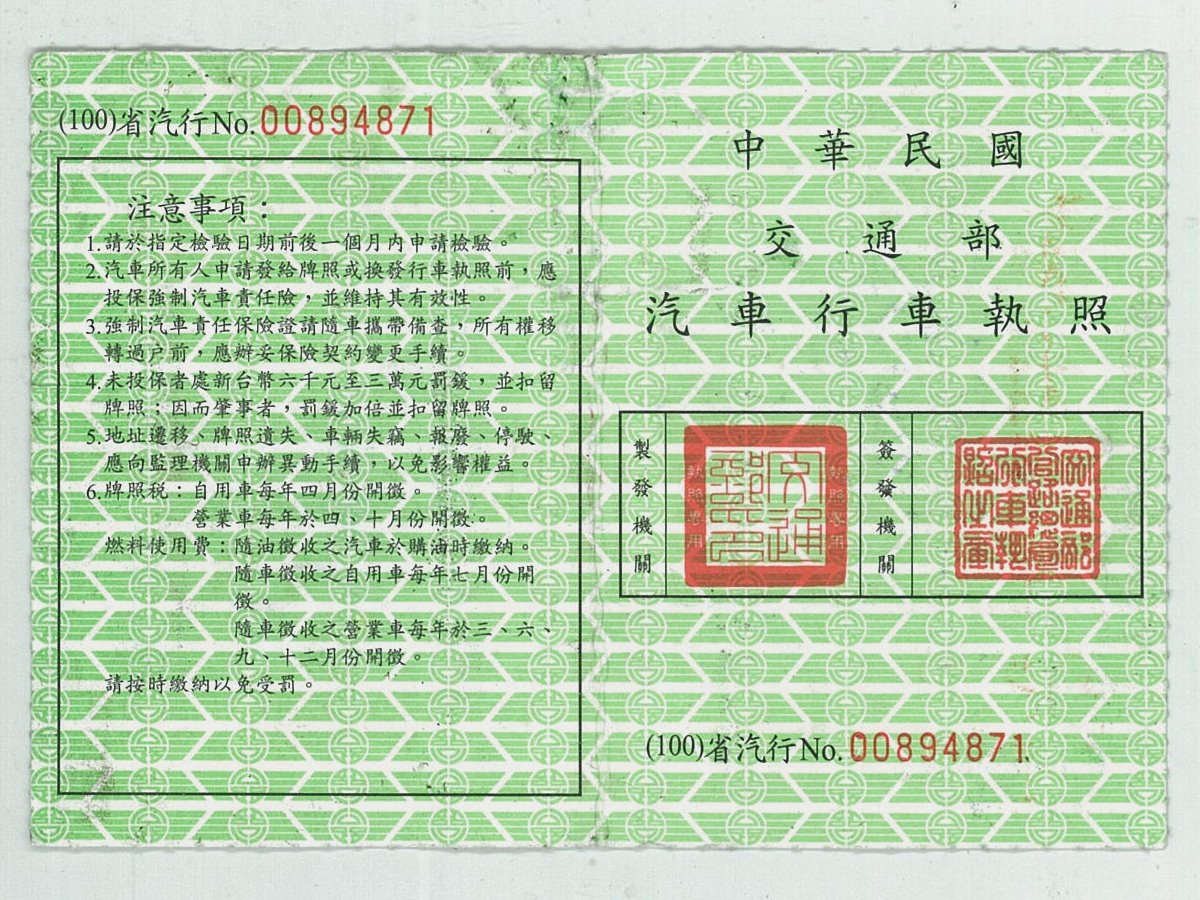
中華民國交通部汽車行車執照正面

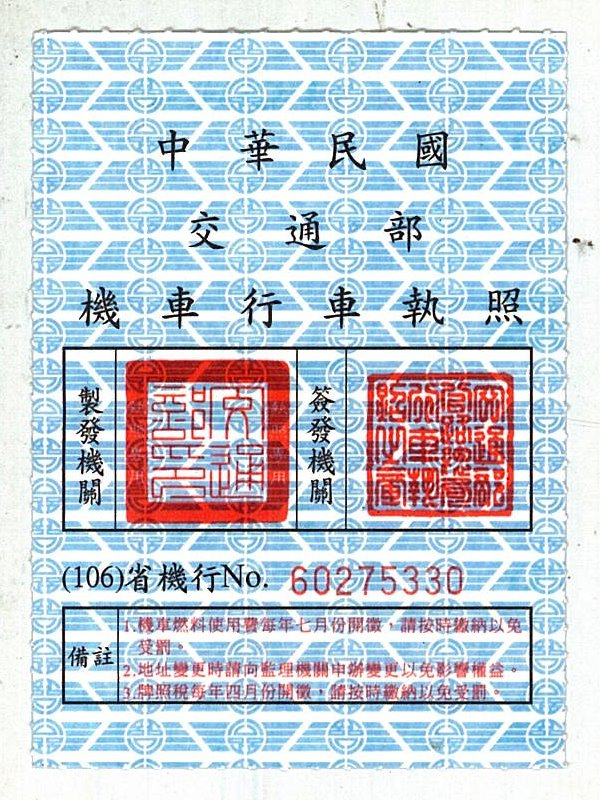
中華民國交通部機車行車執照正面

自2018年初新增電動機車號牌起，一般號牌可分為29種（汽車19種及機車10種，詳如下表），特殊號牌則有：臨時號牌（汽車／機車）、測試車輛號牌（汽車／機車）、使節車輛號牌（使／外／領字，其中領字因本國仍無任何外國駐臺領事館，目前仍未實際製作）、農用機械號牌及動力機械號牌等。
目前通行的兩代共四版號牌（1992年/2007年/2012年/2014年）皆為拉丁字母及阿拉伯數字混用，其中含有拉丁字母部分為區段代碼（官方又稱代字或字軌），數字部分則為區段編號，至於號牌之懸掛位置，於《道路交通安全規則》裡有詳細規範：
- 第9條　汽車號牌之型式、顏色及編號，按其種類由中華民國交通部定之。
- 第11條　汽車號牌懸掛位置，除原設有固定位置外，應依下列規定懸掛固定：
  1. 汽車號牌每車兩面，應正面懸掛於車輛前後端之明顯適當位置。（含排氣量大於550c.c.之大型重型機車）
  2. 曳引車號牌每車二面，應正面懸掛於車輛前後端之明顯適當位置。
  3. 機車及拖車號牌每車一面，應正面懸掛於車輛後端之明顯適當位置。
  4. 測試車輛號牌與臨時通行許可比照上述車種辦理。

### 號牌的生命週期
- 號牌跟車不跟人；
- 同代號牌，一個牌號僅有一次壽命。

這也就意味著：
- 車主喪失對這一車輛的所有權（賣掉或報廢掉）之後，無權再保留這一牌號；
- 牌照被註銷（包括購買二手車想自己申領新的牌號而不想要原有的號牌，以及車輛報廢）之後，這一牌號不會再被回收利用。

### 現行一般號牌樣式一覽
註：代別的計算是以臺灣歷史為出發點而非中華民國政府，故「台灣第七代車輛號牌」實際上等同於“中華民國第六代車輛號牌”，另外官方並無“第幾代第幾版”之稱呼。
| No. | 車種 (使用路權) | 車種定義 | ７代 （1992式） 舊式車牌                                                      | 8代1版 （2012式） 新式車牌                              | 8代2版 （2014式） 一車一號                                                                       |
| --- | --- | --- | ----------------------------------------------------------------------------- | ------------------------------------------------------- | ------------------------------------------------------------------------------------------------ |
| 1   | 自用小客車 自用小貨車 (可行駛國道、快速道路、平面道路之快車道及汽機車共用道路，除右轉彎及路邊停車外不可行駛機慢車優先道)                                             | 自用客車座位在9座以下且總重量在3,500公斤以下，或幼童專用車座位在24座以下；或自用貨車（機關、學校、團體、公司、行號或個人自用而非經營客貨運）總重量在3,500公斤以下或總重量逾3,500公斤至5,000公斤以下且車長在6公尺以下。 | AB-0001 M9-0001 2R-0001 0001-AB 0001-A2                                       | AAA-0001 AAA-DZZ FAA-QZZ SAA-VZZ XAA-ZZZ                | AJF-0001 AJF-DZZ FAA-GZZ UAA-VZZ                                                                 |
| 2   | 自用大客車 (可行駛國道、快速道路、平面道路之快車道及汽機車共用道路，除路邊停車外不可行駛機慢車優先道)                                                                | 自用客車（機關、學校、團體、公司、行號或個人自用而非經營客貨運）座位在10座以上或總重量逾3,500公斤，或幼童專用車（俗稱大型娃娃車）座位在25座以上或總重量逾3,500公斤。 | BA-001 F2-001 9E-001 001-BA 001-F2                                            | PAA-001 PAA-PZZ                                         | KJA-0001 KJA-KJZ                                                                                 |
| 3   | 自用大貨車 (可行駛國道、快速道路、平面道路之快車道及汽機車共用道路，除路邊停車外不可行駛機慢車優先道)                                                                | 即總重量逾5,000公斤或總重量逾3,500公斤至5,000公斤以下且車長逾6公尺之自用（機關、學校、團體、公司、行號或個人自用而非經營客貨運）貨車（含自用曳引車）。 | BA-001 F2-001 9E-001 001-BA 001-F2                                            | AAA-001 AAA-DZZ                                         | KEA-0001 KEA-KHZ KSA-KSZ                                                                         |
| 4   | 身心障礙者專用車 [2002年12月16日啟用] (可行駛國道、快速道路、平面道路之快車道及汽機車共用道路，除右轉彎及路邊停車外不可行駛機慢車優先道)                             | 供行動不便之身心障礙者使用之自用小客車。 （需經主管機關核定才可申領） | 0001-BA                                                                       | WAA-0001 WAA-WDZ WFA-WZZ                                | WAC-0001 WAC-WDZ WEF-WEZ                                                                         |
| 5   | 營業小客車 (可行駛國道、快速道路、平面道路之快車道及汽機車共用道路，除右轉彎及路邊停車外不可行駛機慢車優先道)                                                        | 座位在9座以下且總重在3,500公斤以下的營業用客車（其座位之計算包括駕駛人及幼童管理人）。 | CA-001 B2-001 2A-001 001-CA 001-A2 001-2A                                     | TAA-001 TAA-WZZ GAA-GZZ NAA-NZZ SAA-SZZ XAA-ZZZ JAA-JXZ | TAA-0001 TAA-TZZ                                                                                 |
| 6   | 營業小貨車 (可行駛國道、快速道路、平面道路之快車道及汽機車共用道路，除右轉彎及路邊停車外不可行駛機慢車優先道)                                                        | 總重量在3,500公斤以下或總重量逾3,500公斤至5,000公斤以下且車長在6公尺以下之營業用貨車。 | AB-001 A6-001 8E-001 FA-A01 001-AB 001-G2                                     | QAA-001 QAA-RZZ                                         | KPA-0001 KPA-KPZ KTA-KTZ                                                                         |
| 7   | 營業大貨車 (可行駛國道、快速道路、平面道路之快車道及汽機車共用道路，除路邊停車外不可行駛機慢車優先道)                                                                | 總重量逾5,000公斤或總重量逾3,500公斤至5,000公斤以下且車長逾6公尺之營業用貨車（含貨運曳引車）。 | AB-001 A6-001 8E-001 FA-A01 001-AB 001-G2                                     | LAA-001 LAA-MZZ                                         | KLA-0001 KLA-KMZ KRA-KRZ                                                                         |
| 8   | 營業貨櫃曳引車 (可行駛國道、快速道路、平面道路之快車道及汽機車共用道路，除路邊停車外不可行駛機慢車優先道)                                                            | 專供牽引貨櫃之汽車。 | AB-001 A6-001 8E-001 FA-A01 001-AB 001-G2                                     | HAA-001 HAA-HZZ                                         | KNA-0001 KNA-KNZ                                                                                 |
| 9   | 營業大客車 (可行駛國道、快速道路、平面道路之快車道及汽機車共用道路，除路邊停車外不可行駛機慢車優先道)                                                                | 營業客車（汽車運輸業以經營客貨運為主）座位在10座以上或總重量逾3,500公斤。 僅可行駛由主管機關劃定之路線的一般營業大客車，各市區公車或長途客運車多屬此型。 | AB-001 A6-001 8E-001 FA-A01 001-AB 001-G2                                     | FAA-001 FAA-FAH                                         | KKA-0001 KKA-KKY KKZ-0000~7999 (單段部分)                                                        |
| 10  | 營業小客車(民營市區客運) [2021年11月啟用] (可行駛國道、快速道路、平面道路之快車道及汽機車共用道路，除路邊停車外不可行駛機慢車優先道)                                 | 營業客車（汽車運輸業以經營客貨運為主）但經營離島或偏遠地區路線者，經公路主管機關同意者，得使用座位數五人以上小客車為營業車輛。 可行駛由主管機關劃定之路線或例外預約路線站點的一般營業小客車，偏遠地區部分公車路線使用車輛或幸福巴士多屬此型。 | （無）                                                                        | （無）                                                  | KKZ-8001 KKZ-8000~9999 (單段部分)                                                                |
| 11  | 租賃小客車 租賃小貨車 (可行駛國道、快速道路、平面道路之快車道及汽機車共用道路，除右轉彎及路邊停車外不可行駛機慢車優先道)                                             | 汽車租賃業者供人租用之車輛。 | AA-0001 22-0001 0001-JJ 0001-66                                               | RAA-0001 RAA-RDZ RFA-RZZ                                | RAQ-0001 RAQ-RDZ REN-RZZ                                                                         |
| 12  | 交通車 (可行駛國道、快速道路、平面道路之快車道及汽機車共用道路，除路邊停車外不可行駛機慢車優先道)                                                                    | 限定地區營運（以發照監理單位所轄縣市為主）之營業大客車。 | DD-001 001-PP                                                                 | JYA-001 JYA-JZZ                                         | KQA-0001 KQA-KQD                                                                                 |
| 13  | 遊覽大客車 (可行駛國道、快速道路、平面道路之快車道及汽機車共用道路，除路邊停車外不可行駛機慢車優先道)                                                                | 營業客車（汽車運輸業以經營客貨運為主）座位在10座以上或總重量逾3,500公斤。 | AA-001 A2-001 001-AA 001-W2                                                   | KAA-001 KAA-KZZ                                         | KAA-0001 KAA-KDZ                                                                                 |
| 14  | 自用拖車 (連結後可行駛國道、快速道路、平面道路之快車道及汽機車共用道路，除路邊停車外不可行駛機慢車優先道)                                                            | 由汽車牽引，其本身並無動力之車輛。(露營用拖車使用自用拖車車牌，貨運用拖車則使用營業拖車車牌。) | EA-01 (一式) A2-01 (二式) 2A-01 (三式) 01-AA (四式) 01-A2 (五式) 01-2A (六式) | AA-001 AA-GZ                                            | HAA-0001 HAA-HAZ                                                                                 |
| 15  | 營業拖車 (連結後可行駛國道、快速道路、平面道路之快車道及汽機車共用道路，除路邊停車外不可行駛機慢車優先道)                                                            | 由汽車牽引，其本身並無動力之車輛。(露營用拖車使用自用拖車車牌，貨運用拖車則使用營業拖車車牌。) | (三式前編碼同14.) AA-A1 (四式) 01-AA (五式) 01-Q2 (六式) 01-2A (七式)         | HA-001 HA-ZZ                                            | HBA-0001 HBA-HDZ                                                                                 |
| 16  | 電動自用小客車 電動自用小貨車 [2010年8月1日啟用] (可行駛國道、快速道路、平面道路之快車道及汽機車共用道路，除右轉彎及路邊停車外不可行駛機慢車優先道)                  | 電動自用客車座位在9座以下且總重量在3,500公斤以下，或幼童專用車座位在24座以下；或自用貨車（機關、學校、團體、公司、行號或個人自用而非經營客貨運）總重量在3,500公斤以下或總重量逾3,500公斤至5,000公斤以下且車長在6公尺以下。 (車牌上下各為綠色，且上方有綠底白字的「電動車」字樣，惟於2018年起該樣式已被取消而改在號牌上方直接加註「電動車」字樣。) | 0001-E2 *E2 (單段部分) 0001~9700                                              | EAA-0001 EAA-EZZ                                        | EAB-0001 EAB-EAK EBA-EFZ                                                                         |
| 17  | 電動租賃小客車 電動租賃小貨車 [2010年8月1日啟用] (可行駛國道、快速道路、平面道路之快車道及汽機車共用道路，除右轉彎及路邊停車外不可行駛機慢車優先道)                  | 汽車租賃業者供人租用之電動車輛。 | 9701-E2 *E2 (單段部分) 9701~9999                                              | REA-0001 REA-REZ                                        | REA-5556 REA-REM                                                                                 |
| 18  | 電動營業小客車 [2010年8月1日啟用] (可行駛國道、快速道路、平面道路之快車道及汽機車共用道路，除右轉彎及路邊停車外不可行駛機慢車優先道)                                 | 座位在9座以下且總重在3,500公斤以下的電動營業用客車（其座位之計算包括駕駛人及幼童管理人）。 | 001-H2 *H2-*H3                                                                | EPA-001 EPA-EZZ                                         | EAM-0001 EAM-EAQ                                                                                 |
| 19  | 電動身心障礙者專用車 [2012年12月17日啟用] (可行駛國道、快速道路、平面道路之快車道及汽機車共用道路，除右轉彎及路邊停車外不可行駛機慢車優先道)                         | 供行動不便之身心障礙者使用之電動自用小客車，經主管機關核發之牌照。 | （無）                                                                        | WEA-0001 WEA-WEZ                                        | WEA-1819 WEA-WEE                                                                                 |
| 20  | 電動營業大客車 [2010年8月1日啟用] (可行駛國道、快速道路、平面道路之快車道及汽機車共用道路，除路邊停車外不可行駛機慢車優先道)                                         | 電動營業客車（汽車運輸業以經營客貨運為主）座位在10座以上或總重量逾3,500公斤。 僅可行駛由主管機關劃定之路線的一般營業大客車，各市區公車或長途客運車多屬此型。 | 001-FV *FV (單段)                                                             | EAA-001 EAA-EZZ                                         | EAL-0001 EAL (單段) EAR-EAZ                                                                      |
| 21  | 大型重型機車 I [2007年7月1日啟用] (依法可行駛國道但相關單位尚未開放，可行駛快速道路、平面道路之快車道及汽機車共用道路，除右轉彎及路邊停車外不可行駛機慢車優先道)     | I. 汽缸總排氣量在550c.c.以上之二輪或三輪機車。 II. 電動機車之馬達及控制器最大輸出馬力逾54馬力之二輪或三輪機車。(至2017年年底) III.附有前面小型鋁箔材質牌照貼紙，表面上有專屬鋼印，內圈為「中華民國交通部」與外圈為「550c.c.以上大型重型機器腳踏車•號牌簽發之章」字樣，亦需懸掛前方牌照，依車型不同採橫式或直式固定加掛。                          | AA-01 AA-ZZ                                                                   | AA-001 AA-ZZ                                            | LGA-0001 LGA-LMZ                                                                                 |
| 22  | 大型重型機車 II [2002年7月1日啟用] (可行駛快速道路、平面道路之快車道及汽機車共用道路，除右轉彎及路邊停車外不可行駛機慢車優先道，不可行駛國道)                        | I. 汽缸總排氣量逾250c.c.但未滿550c.c.之二輪或三輪機車。 II. 電動機車之馬達及控制器最大輸出馬力逾40馬力但未滿54馬力之二輪或三輪機車。(至2017年年底) | 001-AAA                                                                       | LAA-0001 LAA-LZZ                                        | LAD-0001 LAD-LFZ                                                                                 |
| 23  | 普通重型機車 (僅可行駛慢車道、汽機車共用車道及無禁行機車標線之快車道，不可行駛國道、快速道路及禁行機車之快車道)                                                      | I. 汽缸總排氣量逾50c.c.但未滿250c.c.之二輪或三輪機車。 II. 電動機車之馬達及控制器最大輸出馬力逾5馬力但未滿40馬力之二輪或三輪機車。(至2017年年底) | AAA-001 A22-001 AA2-001 F2A-001 2FA-001 001-BAA                               | AAA-0001 AAA-KZZ MAA-PZZ TAA-ZZZ                        | MAY-0001 MAY-PZZ JAA-JZZ XAA-ZZZ SFA-SZZ QNA-QZZ LNA-LZZ HEA-HZZ KUB-KUL KUN-KZZ KQE-KQZ WFA-WZZ |
| 24  | 普通輕型機車 (僅可行駛慢車道、汽機車共用車道及無禁行機車標線之快車道，不可行駛國道、快速道路及禁行機車之快車道)                                                      | I. 汽缸總排氣量在50c.c.以下之二輪或三輪機車。 II. 電動機車之馬達及控制器最大輸出馬力在1.34馬力以上但未滿5馬力，或最大輸出馬力小於1.34馬力且最大行駛速率逾每小時45公里之二輪或三輪機車。(至2017年年底) | DAA-001 QA2-001 001-QAA                                                       | QAA-0001 QAA-QZZ                                        | QAL-0001 QAL-QMZ                                                                                 |
| 25  | 小型輕型機車 [2007年6月1日啟用] [2018年1月1日停發] (僅可行駛慢車道、汽機車共用車道及無禁行機車標線之快車道，不可行駛國道、快速道路及禁行機車之快車道)                | 電動機車之馬達及控制器最大輸出功率小於1.34馬力，且最大行駛速率在每小時45公里以下之二輪或三輪機車。 （因2018年起新增電動機車系列號牌，故此種號牌停發） | 001-SAA *SAA-*SZZ                                                             | SAA-0001 SAA-ZZZ                                        | SAC-0001 SAC-SEZ                                                                                 |
| 26  | 電動大型重型機車 I [2018年1月1日啟用] (依法可行駛國道但相關單位尚未開放，可行駛快速道路、平面道路之快車道及汽機車共用道路，除右轉彎及路邊停車外不可行駛機慢車優先道) | 電動機車之馬達及控制器最大輸出馬力逾54馬力之二輪或三輪機車（車號上方有「電動車」字樣） | （無）                                                                        | （無）                                                  | EMA-0001 EMA (單段)                                                                              |
| 27  | 電動大型重型機車 II [2018年1月1日啟用] (可行駛快速道路、平面道路之快車道及汽機車共用道路，除右轉彎及路邊停車外不可行駛機慢車優先道，不可行駛國道)                    | 電動機車之馬達及控制器最大輸出馬力逾40馬力但未滿54馬力之二輪或三輪機車。（車號上方有「電動車」字樣） | （無）                                                                        | （無）                                                  | EMB-0001 EMB-EMC                                                                                 |
| 28  | 電動普通重型機車 [2018年1月1日啟用] (僅可行駛慢車道、汽機車共用車道及無禁行機車標線之快車道，不可行駛國道、快速道路及禁行機車之快車道)                               | 電動機車之馬達及控制器最大輸出馬力逾5馬力但未滿40馬力之二輪或三輪機車。（車號上方有「電動車」字樣） | （無）                                                                        | （無）                                                  | EMD-0001 EMD-EVZ                                                                                 |
| 29  | 電動普通輕型機車 [2018年1月1日啟用] (僅可行駛慢車道、汽機車共用車道及無禁行機車標線之快車道，不可行駛國道、快速道路及禁行機車之快車道)                               | 電動機車之馬達及控制器最大輸出馬力在1.34馬力(1KW)以上但未滿5馬力，或最大輸出馬力小於1.34馬力(1KW)且最大行駛速率逾每小時45公里之二輪或三輪機車。（車號上方有「電動車」字樣） | （無）                                                                        | （無）                                                  | EWA-0001 EWA-EZM                                                                                 |
| 30  | 電動小型輕型機車 [2018年1月1日啟用] (僅可行駛慢車道、汽機車共用車道及無禁行機車標線之快車道，不可行駛國道、快速道路及禁行機車之快車道)                               | 電動機車之馬達及控制器最大輸出功率小於1.34馬力(1KW)，且最大行駛速率在每小時45公里以下之二輪或三輪機車。（車號上方有「電動車」字樣） | （無）                                                                        | （無）                                                  | EZN-0001 EZN-EZZ                                                                                 |
| 31  | 微型電動二輪車 [2022年11月30日啟用] (僅可行駛慢車道、汽機車共用車道及無禁行機車標線之快車道，不可行駛國道、快速道路及禁行機車之快車道)                               | 電動二輪車之馬達及控制器最大輸出功率小於1KW，且最大行駛速率在每小時25公里以下之二輪車。（微型電動二輪車舊稱「電動自行車」） | （無）                                                                        | （無）                                                  | AA00001 AA-ZZ                                                                                    |
| 32  | 古董汽車 [2023年5月30日啟用] (可行駛平面道路之快車道及汽機車共用道路，除右轉彎及路邊停車外不可行駛機慢車優先道，不可行駛國道及快速道路)                              | 車齡逾35年經交通部委託之審驗機構審驗合格且限領用專用牌照之小客車。（車號上方有「古董車」字樣） | （無）                                                                        | （無）                                                  | KUA-0001 KUA                                                                                     |
| 33  | 古董機車 [2023年5月30日啟用] (僅可行駛慢車道、汽機車共用車道及無禁行機車標線之快車道，不可行駛國道、快速道路及禁行機車之快車道)                                      | 車齡逾35年經交通部委託之審驗機構審驗合格且限領用專用牌照之機車。（車號上方有「古董車」字樣） | （無）                                                                        | （無）                                                  | KUM-0001 KUM                                                                                     |

上述各車種包括特種車在內，即設有特種設備供專門用途而異於一般汽車之車輛，包括消防車、救護車、警備車、警憲巡邏車、拖吊車、工程車、教練車、身心障礙者專用特製車、灑水車、郵務車、垃圾車、清掃車、水肥車、獄務車、公車、客運、靈車及街景車（Google、Apple⋯等）經交通部核定之其他車輛。（其中大多數皆申領自用車輛號牌）

### 現行特殊車牌樣式一覽

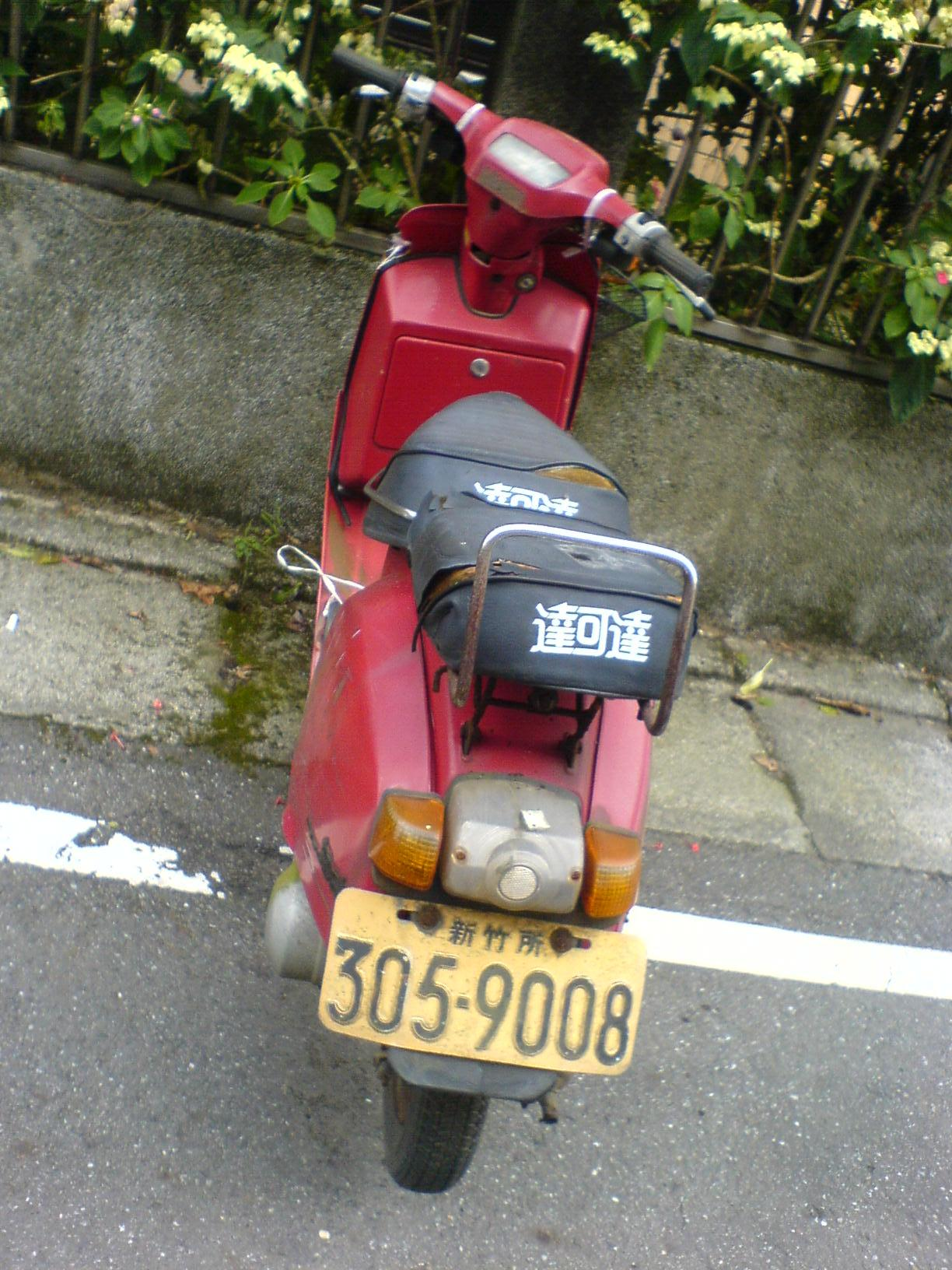
台灣早期曾使用過的機車號牌 (1984-1995年)

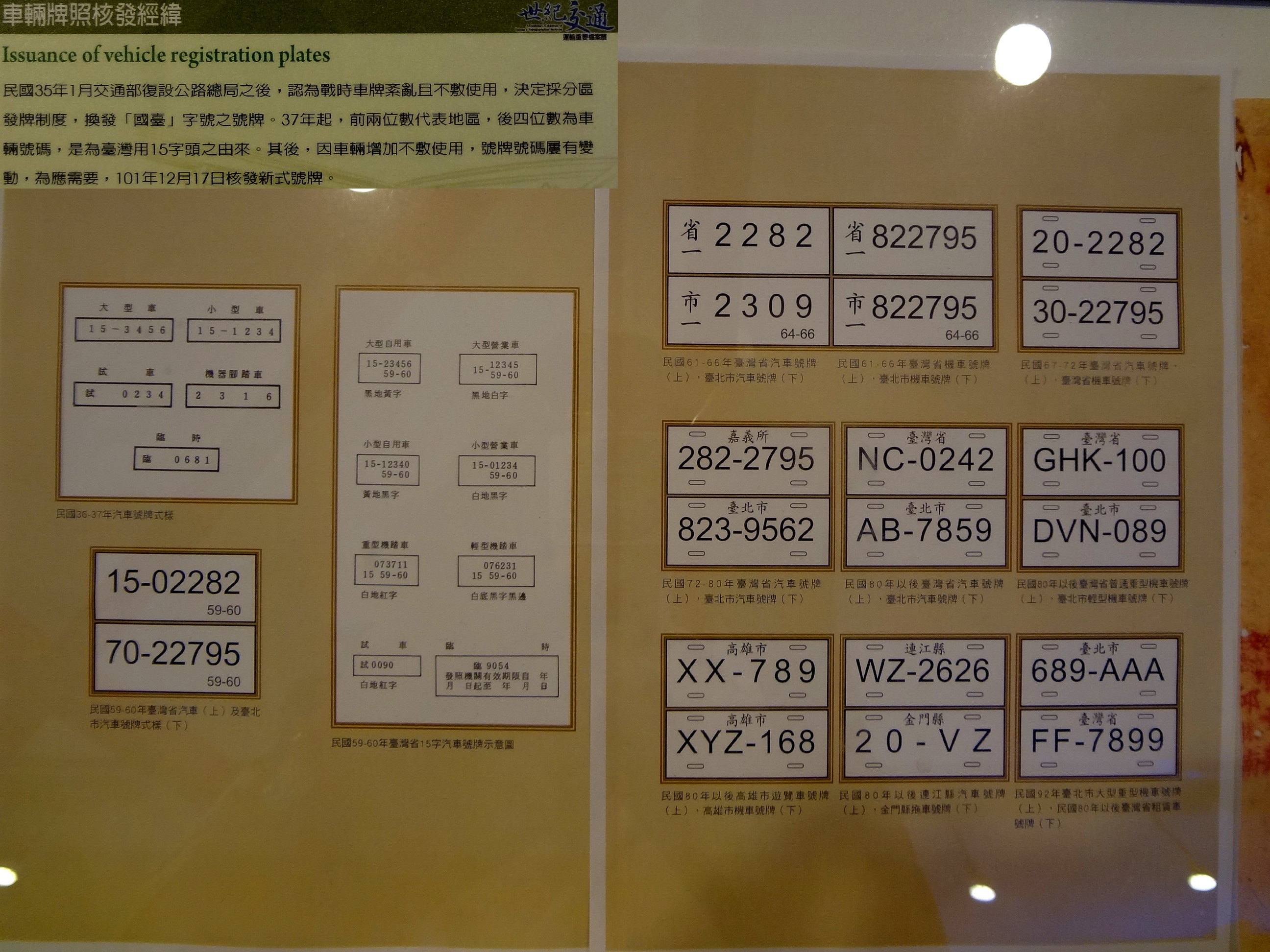
車輛號牌核發經緯（內容部分有誤，例第四代機車號牌編號僅有五碼而非六碼）

| 號牌例示 (皆為７代)                                                      | 車種                              | 車種說明(使用路權) |
| ------------------------------------------------------------------------ | --------------------------------- | --- |
| 1001 （汽車） 試10001（機車）                                              | 測試車輛                          | 供汽車製造廠商、進出口商、大學汽機車相關系所等單位進行車輛測試時使用。（不可上國道及快速道路） |
| 軍A-90001                                                                  | 軍用車輛                          | 為中華民國國軍車輛使用（主管機關為國防單位，不屬交通部公路總局所監理）英文編碼 （页面存档备份，存于）(軍用小型客、貨車型或甲、乙類大客車型可上國道或快速道路以及軍用排氣量250CC以上大型重機可上快速道路，其餘特殊型車輛可不可上國道或快速道路由軍方之高層階級長官因勤務需要而指揮為準)      |
| 使 101 外 0001（大型車） 外 0151（小型車）                               | 外國駐臺使館車輛 其他外交機構車輛 | 根據《駐臺外交機構及其人員進口車輛處理要點》之規定，外交車牌供目前駐臺外交機構大使館和代表處使用。 另由於臺灣目前沒有領事館，因此「領」字車牌實際上並未使用，且在最初的規劃中，領事館所用號牌為CC-0001編碼。 （取其英文簡寫，國外大多使用CD（Consulate Diplomatic）。（可上國道及快速道路） |
| 機械ZA-01                                                                    | 大型重型 動力機械                 | 總重量逾75公噸之動力機械。（除公務車及於國道及快速道路施工作業外，其餘路過不可上國道及快速道路） |
| 機械MA-01                                                                    | 重型動力機械                      | 總重量逾42公噸但在75公噸以下，或42公噸以下其全長、全寬及全高尺度逾道路交通安全規則第38條規定大貨車尺度限制之動力機械。（除公務車及於國道及快速道路施工作業外，其餘路過不可上國道及快速道路）                                                                                                |
| AA-01                                                                    | 普通動力機械                      | 總重量42公噸以下且其全長、全寬及全高尺度符合同法第38條規定大貨車尺度限制之動力機械。（除公務車及於國道及快速道路施工作業外，其餘路過不可上國道及快速道路） |
| A0-0001                                                                  | 農業機械                          | 依據《農業機械使用證管理作業規範》規定，如農用曳引機、農地搬運車、自走式噴霧車、大型聯合收穫機、甘蔗採收機及狼尾草（青割玉米）收穫機等四輪或四輪以上具動力可於道路行駛之膠輪式農機。（不可上國道及快速道路）                                                                                |
| A00001（汽車與550cc以上需前牌之大型重機） (550cc以下無需前牌之輕/重機車) | 臨時通行許可                      | 供新車領正式號牌前暫時使用以及非中華民國車輛過境中華民國時使用，為唯一使用紙質製作的號牌。（汽車可上國道，250CC以上大型重機可上快速道路） |

| 號牌例示 (8代)                                | 車種     | 車種說明                                                                                     |
| --------------------------------------------- | -------- | -------------------------------------------------------------------------------------------- |
| 試A1001 （4200c.c.以下汽車） 試S1001 （所有汽車） | 測試車輛 | 供汽車製造廠商、進出口商、大學汽機車相關系所等單位進行車輛測試時使用。（可上國道及快速道路） |

## 歷代號牌演進
自1920年各州陸續實施車籍登記開始，至今已發行過八代共近二十版本、超過150種號牌，最近二十年來也逐漸將車種細分（例如電動汽機車）以利管轄，目前通行的是第七代（1992式）與第八代（2012式）共四種版本，而在1992年以前所使用的號牌，皆已在1995~1997年左右全數註銷，不得再掛牌行駛，以下是台灣車輛號牌的完整演進過程：

### 第一代：日治時期（1921－1946）
1919年，為了處理車輛事故、有效管理徵稅等原因，車輛總數最多的台北州率先發布「台北州自動車取締規則」，強制規定所有持有汽車的車主都必須向政府登記車輛，隔年更明確規定，車輛必須懸掛官方製發的號牌才可行駛上路，修正案自1921年1月起正式施行，而其他州也在隨後幾年跟進。
- 編制：管轄代號＋不定碼編號
  - 管轄代號分為兩種，第一種是州代號，共有8種，分別為：「北」（台北州）、「新」（新竹州）、「中」（台中州）、「南」（台南州）、「高」（高雄州）、「花」（花蓮港廳）、「東」（台東廳）、「澎」（澎湖廳）；第二種為單位代號，例如「甲」疑似所屬軍方單位管轄。
  - 若流水號超過四位數則會加上分隔符（台北州與台中州已確認編逾千號），另外有跳號傳聞，會跳過車主們忌諱的車號，例如 北344。
- 型式：私人用車為黑底白字（例：北 1），營業用車為白底黑字 （例：中 1,517），且營業用車需在車輛頭尾掛上圓形「營」字辨識牌（高雄州為唯一例外，一律發放黑底白字號牌），另外當時是採陶製硬片加上人工塗漆而成，除了管轄代號有製作模板以外，數字部分並沒有標準字體（依照製作師傅及各州規定各有不同）。

### 第二代：過渡時期（1946－1949）
二次大戰後，由於制度不同，而車牌又是以州作為主要代號管理，故也被列入了打掉重造的對象。1946年4－5月間，全台進行了一次大規模的車籍調查，並在其後發行了「新式號牌」（官方稱為「國臺字臨時號牌」），為與中國1934式號牌編制相同的國 20001 臺格式，隔年2月又推出了第二版本國 28001（官方稱為「國字通用號牌」），兩版本的差異在於後者可以跨省通行，不需要另外申請通行證（但由于地理条件限制，該政策僅對大陸地區有實質效用，對台湾並無太大意義）。
- 編制：第一版同中國1934式車牌（國 + 2碼管轄代號＋3碼流水號＋所屬省別，約1946年6月~1947年4月），第二版則去掉行政區（國＋2碼管轄代號＋3碼流水號，1947年2月~1949年9月），管轄代號依車輛用途而有不同，但詳細區分仍無從考證。

- 型式：兩版皆相同，小型車為黑底白字（例：國 29028），大型車為白底黑字 （例：國 21015 臺），數字部分依照製造地而有數種不同字型，「國」與「臺」兩字則為統一模板。

### 第三代：行省時期（1949－1975）
1949年中，為了在戰爭中跟共產黨車輛做出識別區隔，政府再度改版號牌，此次的編碼基準與第二代大致相同，僅僅是將省代號改成了數字區別，在往後的數版本之中，依然沿用了原始的編碼設計。同時因為1960年代的兩年一換政策（車牌兩年需更換一次），至使此代號牌共衍伸了7種版本，使用時間長達26年之久，直至2018年才正式被七代號牌打破記錄。
- 編制：所屬省別代號＋4/5碼編號，其中福建省（金門、連江）為14，台灣省為15，編號除第一版為4碼外，其餘皆為5碼。另第一版65代號為專供營業車輛使用，而台北市因於1967年升格，自第六版起，獨立代號為70，同樣自第六版起，號牌下方加註使用年份。

| 省市   | 車輛號牌分配      | 省市   | 車輛號牌分配      | 省市   | 車輛號牌分配      | 省市     | 車輛號牌分配      | 省市     | 車輛號牌分配      | 省市     | 車輛號牌分配      |
| ------ | ----------------- | ------ | ----------------- | ------ | ----------------- | -------- | ----------------- | -------- | ----------------- | -------- | ----------------- |
| 南京市 | 00-0001 ~ 02-9999 | 福建省 | 14-0001 ~ 14-9999 | 西康省 | 22-0001 ~ 22-9999 | 天津市   | 30-0001 ~ 30-9999 | 遼寧省   | 38-0001 ~ 38-9999 | 合江省   | 46-0001 ~ 46-9999 |
| 上海市 | 03-0001 ~ 07-9999 | 臺灣省 | 15-0001 ~ 15-9999 | 新疆省 | 23-0001 ~ 23-9999 | 河北省   | 31-0001 ~ 31-9999 | 大連市   | 39-0001 ~ 39-9999 | 黑龍江省 | 47-0001 ~ 47-9999 |
| 江蘇省 | 08-0001 ~ 08-9999 | 廣東省 | 16-0001 ~ 16-9999 | 陝西省 | 24-0001 ~ 24-9999 | 青島市   | 32-0001 ~ 32-9999 | 遼北省   | 40-0001 ~ 40-9999 | 興安省   | 48-0001 ~ 48-9999 |
| 浙江省 | 09-0001 ~ 09-9999 | 廣西省 | 17-0001 ~ 17-9999 | 甘肅省 | 25-0001 ~ 25-9999 | 山東省   | 33-0001 ~ 33-9999 | 安東省   | 41-0001 ~ 41-9999 | 西藏地方 | 49-0001 ~ 49-9999 |
| 安徽省 | 10-0001 ~ 10-9999 | 雲南省 | 18-0001 ~ 18-9999 | 寧夏省 | 26-0001 ~ 26-9999 | 河南省   | 34-0001 ~ 34-9999 | 吉林省   | 42-0001 ~ 42-9999 |          |                   |
| 江西省 | 11-0001 ~ 11-9999 | 貴州省 | 19-0001 ~ 19-9999 | 青海省 | 27-0001 ~ 27-9999 | 山西省   | 35-0001 ~ 35-9999 | 松江省   | 43-0001 ~ 43-9999 |          |                   |
| 湖北省 | 12-0001 ~ 12-9999 | 重慶市 | 20-0001 ~ 20-9999 | 綏遠省 | 28-0001 ~ 28-9999 | 察哈爾省 | 36-0001 ~ 36-9999 | 哈爾濱市 | 44-0001 ~ 44-9999 |          |                   |
| 湖南省 | 13-0001 ~ 13-9999 | 四川省 | 21-0001 ~ 21-9999 | 北平市 | 29-0001 ~ 29-9999 | 熱河省   | 37-0001 ~ 37-9999 | 嫩江省   | 45-0001 ~ 45-9999 |          |                   |

### 第四代（1975－1978）
由於15/70字號牌（第三代官方稱呼）已無實質代表意義，加上汽機車總量開始增長，故號牌又重新被設計了一次，此次以實際擁有領土作為編碼標準參考，不再納入大陸地區，行政區共分成三區，分別為台灣省（省）、台北市（市）、金門縣（金），而連江縣因尚未設立監理機關，仍然自行發放14字號牌，同時從此代開始，自用小型車車種統一為白底黑字格式。
- 編制：行政區代號＋不定碼區段代號＋4碼流水號（機車為5碼），下綴64-66。其中不定碼區段代號為國字而非數字，二十及三十更使用了「廿」「卅」二字，至1977年底，台灣省轄區最高段發放紀錄為「省卅二」，台北市轄區則為「市十一」。

### 第五代（1978－1986）
1978年起，因第四代號牌效期已過不再發放，取而代之的新型號牌採用六碼數字編碼，相比第四代不定碼區段代號原定只發放至「卅九」，足足多了兩倍以上的空間，但仍不敵汽機車的成長速度，1982年，自用小型車因編碼嚴重不足而衍伸出了第二版將分隔碼右移的形式，隨後面臨編碼不足的重型機車也比照辦理。另外，此代開始取消了施行二十年的定期換牌制，至此號牌不再強制規定期限，可以使用至編碼耗盡換新號牌為止。
- 編制：第一版為2碼管轄代號＋4碼編號（機車為5碼）。第二版為3碼管轄代號 + 3碼編號（機車為4碼）。

### 第六代（1984－1995）
為了因應編碼一直不夠用的問題，此代號牌又增加了一碼，甚至還提早半年讓大型車車主直接申領新牌（原定於1985年1月初啟用，這也是為何五代二版僅有兩種號牌的原因），在設計方面新增了上綴，採用公路總局的管轄所別區分，依編碼順序分別為「台北市」、「高雄市」、「台北所」（北縣、宜蘭、花蓮）、「新竹所」（桃園、新竹、苗栗）、「台中所」（台中、彰化、南投）、「嘉義所」（雲林、嘉義、台南）、「高雄所」（高縣、屏東、台東、澎湖）、「金門所」，另連江縣雖於1989年設立監理所，其當地發放之六代號牌上方未有上綴，全國唯一沒有管轄監理所上綴之號牌。
- 編制：上綴管轄所別，3碼管轄代號＋4碼編號（汽機車編制相同，意即重號）。

上述四代各車種號牌範例詳見下表：
| 版本   | 使用年份  | 自用小型車 | 自用大型車 | 營業小客車 | 營業小貨車 | 營業大型車 | 重型機車   | 輕型機車   | 其他車種                               | 備註                                   |
| ------ | --------- | ---------- | ---------- | ---------- | ---------- | ---------- | ---------- | ---------- | -------------------------------------- | -------------------------------------- |
| ３－１ | 1949-1959 | 15-5129    | 65-0824    | (同小型車) | (同小型車) | (同大型車) | (尚未合併) | (尚未合併) | （註：三代各版本因缺乏資料，僅供參考） | （註：三代各版本因缺乏資料，僅供參考） |
| ３－２ | 1959-1964 | 15-00433   |            | 15-01388   | (同前)     |            | (尚未合併) | (尚未合併) | (無)                                   | －                                     |
| ３－３ | 1964-1966 | 15-02492   |            |            | (同前)     |            | (尚未合併) | (尚未合併) | (無)                                   | －                                     |
| ３－４ | 1966-1968 | 15-05959   |            | 15-08303   | (同前)     | 15-02885   | (尚未合併) | (尚未合併) | 40417 機車                             | －                                     |
| ３－５ | 1968-1970 | 15-51258   |            | 15-00433   | (同前)     |            | (尚未合併) | (尚未合併) | 214042 機車 15-39390 (不明)            | 機車上綴57-58                          |
| ３－６ | 1970-1972 | 15-21571   | 15-41103   | 70-02259   | (同前)     | 15-16202   | 15133430   | (同前)     | (無)                                   | 下綴59-60                              |
| ３－７ | 1972-1975 | 15-03676   | 70-15950   | 70-00855   | (同前)     | 15-13844   | 70106931   | 15024160   | (無)                                   | 下綴61-63                              |
| ４     | 1975-1978 | 省九 0109  | 市一 0945  | 市三 6015  | (同前)     | 省七 0902  | 市三00830  | 省二32826  | 省拖 0032 拖車                         | 下綴64-66                              |
| ５－１ | 1978-1986 | 34-8462    | 50-0095    | 40-0907    | 64-0259    | 71-1017    | 71-07578   | 01-00140   | 62-0123 曳引車 30-2315 (不明)          | －                                     |
| ５－２ | 1982-1986 | 370-111    | (無)       | (無)       | (無)       | (無)       | 380-6711   | (無)       | (無)                                   | －                                     |
| ６     | 1984-1995 | 106-0127   | 276-0771   | 033-6429   | 057-0598   | (同前)     | 706-4260   | 082-7495   | 045-0085 遊覽車                        | 上綴管轄所別                           |

註１：機車號牌自三代六版起與汽車號牌合併編碼

## 現代號牌演進

### 第七代（1992年1月3日至今）
1990年年中，在六代號牌已使用五年餘後，機車車種即將把七碼編碼給全數用盡，加上1980年代末期監理系統電子化作業起步，汽機車編碼衝突（重號）一事導致開錯罰單找錯車主情事越來越常發生，政府隨即著手規劃新式號牌，花費近一年時間將相關業務及製作模板全數定案，並於隔年第一個星期五開始，同步發放給全車種新領使用。 
型式、編碼、字體與配色設計

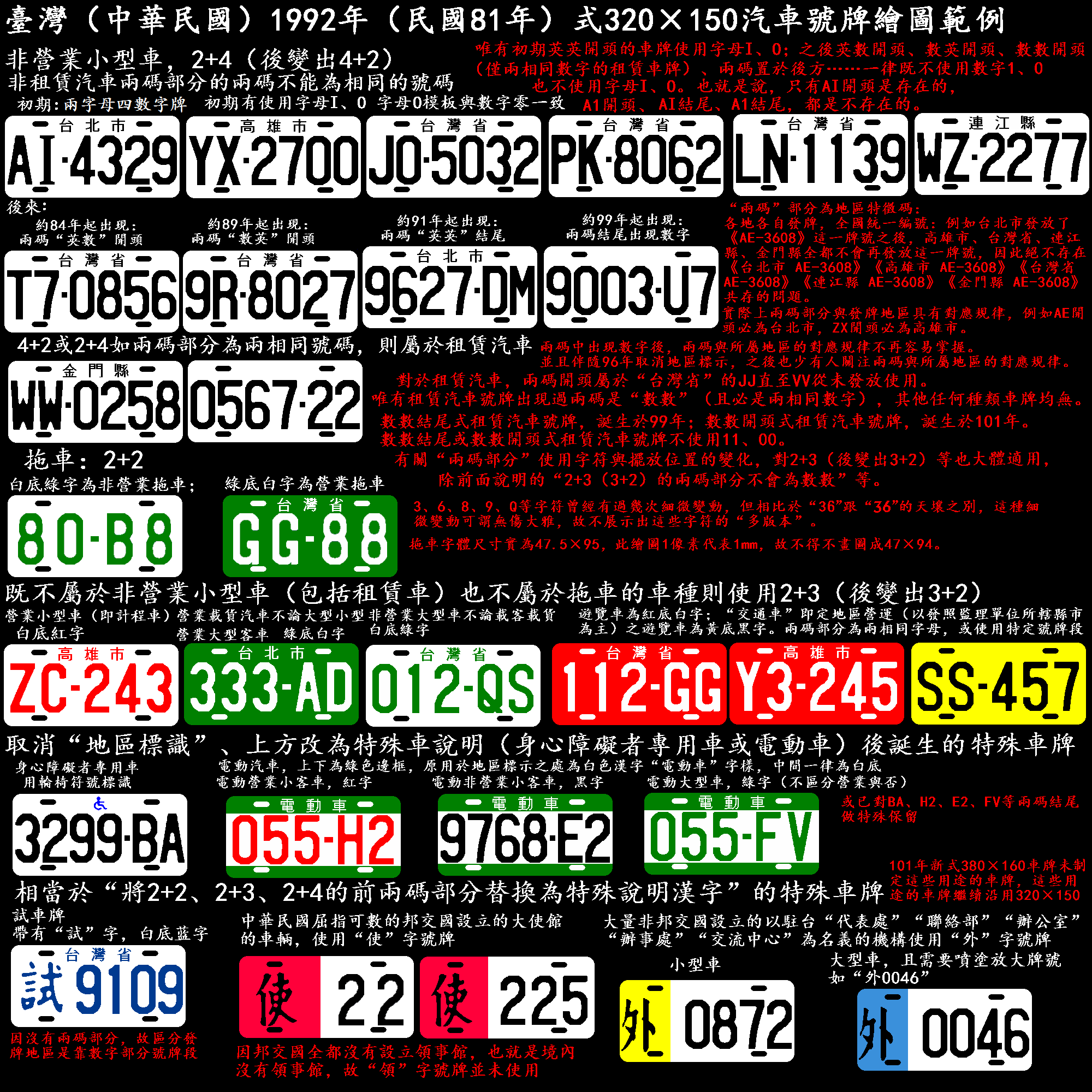
第七代各車種號牌繪圖範例

首先是型式部分，六代（1984式）與七代（1992式）號牌，是歷代中唯二採用上綴標示的號牌（關於上綴標示使用的歷史，最早可追溯到1903年美國麻薩諸塞州第一代號牌），但此代號牌中的上綴標示，從原本的管轄所別改成了管轄屬地，依照編碼順序分別有「台北市」（臺北市政府交通局監理處）、「台灣省」（台灣省政府交通處）、「金門縣」（金門縣公路監理所）、「連江縣」（連江縣公路監理所）、「高雄市」（高雄市政府交通局監理處）五種，並且由於碼數減少的關係，版長從原本的340mm縮短成320mm，同時字寬從40mm增加至45ｍｍ，降低了在遠處辨識牌號的困難度。
在編碼的部分，台灣與墨西哥相同，採用全國統一編碼，而非美國的全分區編碼或日本的半分區編碼，舉例自用小型車來說，首批編碼分配為台北市轄區前AB-EZ段、台灣省轄區前FA-WX段、金門縣前WY段、連江縣前WZ段、高雄市轄區XA-ZY段，不論車種及領牌模式（順編／自選／競標），任一牌號全台皆只會也只能出現一次，不會同時出現「台北市AB-0001」及「高雄市AB-0001」，而行照上也僅有登記車籍牌號，不會註記上綴標示。故無論該號牌標示是否清楚或有掉漆情形，在使用上皆不會造成任何困擾。
額外補充：統一編碼、全分區編碼與半分區編碼

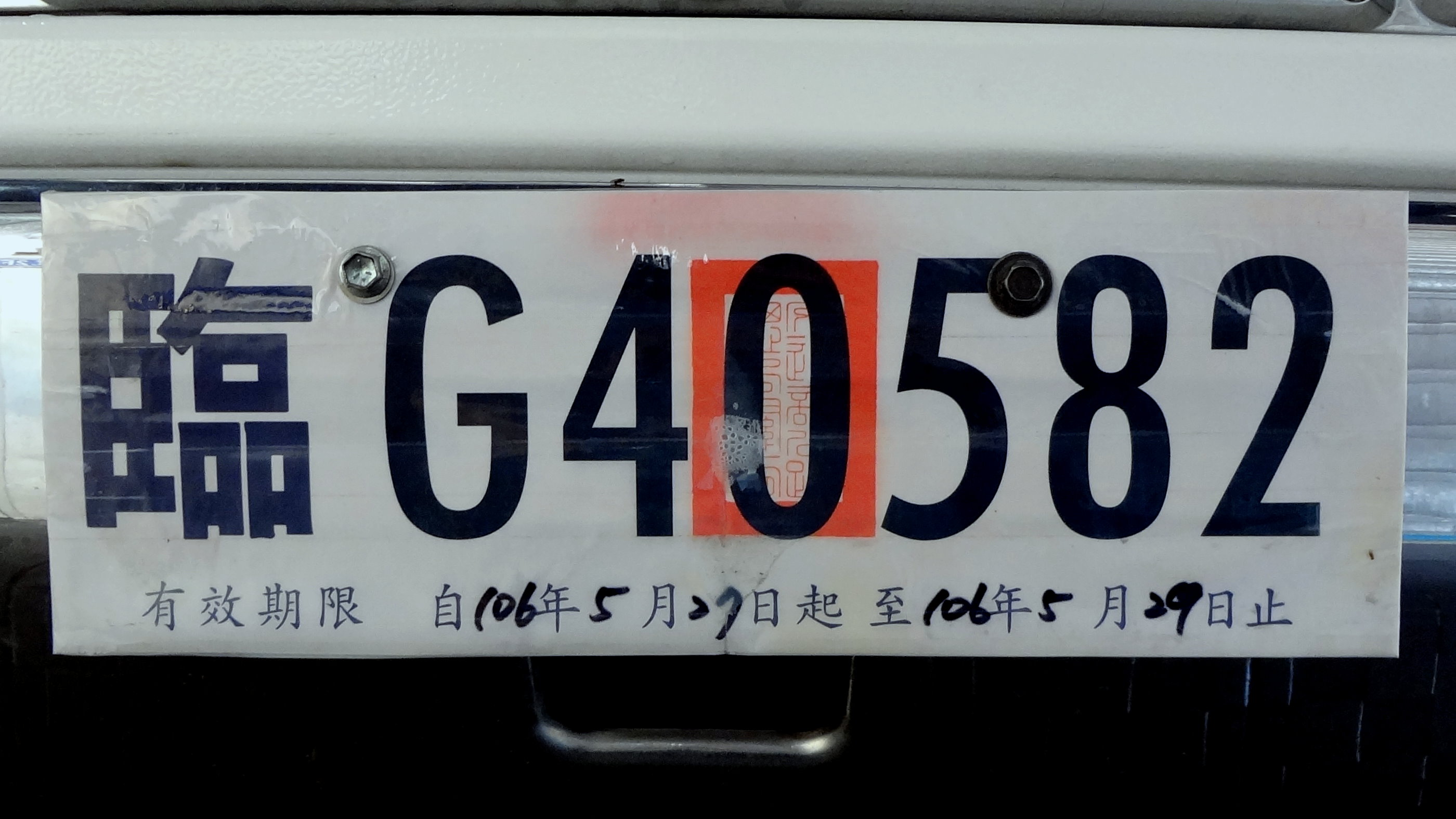
第七代汽車臨時號牌，牌中有交通部公路總局關防，下方印有有效期限

全分區編碼：該編制不會做為代號註記在牌號上（通常會以上下標型式註記），需從牌面底圖及註記、甚至是車種來確認該號牌所屬範圍，例如 001-AAA 編碼在美國現今同時被11州所使用，也就意味著最多能有11部車號登記為 001-AAA 的汽車在美國道路上合法行駛，而彼此之間監理業務互不干涉。
半分區編碼：區域代碼（無論是數字或特定語言字母）為牌號的一部分，又分為行政分區代碼跟業務分區代碼。行政分區代碼指的是依照該國行政區區分編碼，其中又以中國大陸的1992式號牌最具代表性（豫A-#####，其中豫A僅適用於河南省鄭州市），亦或是更早一點的北韓1980式號牌（자강##-###，其中자강為慈江道），業務分區代碼則是依照監理業務需要所區分之代碼，而其編制與原行政區規劃不完全相容（類似於台灣的台北所、嘉義所等編制），但同樣需要至該管轄地才能申領到該區域的號牌，例如日本的 足立 30 か ##-## ，是屬東京運輸支局足立自動車檢查登錄事務所所管轄，轄區範圍為東京都足立等7區。

#### 
依照車種的不同，編碼共分成四種格式：AA-0001／AA-001／AA-01 以及屬於機車車種的 AAA-001，並沿用五代至今的末碼除4政策；但由於首度引進使用英文字母編碼，導致老一輩民眾極度不適應，時常發生車禍肇逃卻因看不懂車號而徒增困擾的事情，而此類案件中又以機車居多。
最後是字體及配色方面，有別於六代的擬手寫字體，七代號牌的字體相對較硬，近似現代電腦字體風格，而字寬由10mm加寬至12mm，雖然提升了辨識度，但也使偽造號牌更加容易。
大事記
- 1992年2月22日：台北市區監理所進行第七代號牌首次現場競標，範圍為自用小型車車種前AB、AC段，其中 AB-8888 以60萬元整的價格決標，隨後 AC-8888 也以45萬的高價決標，價格之高在當時無人能及，以致該記錄保持了近20年，直至2011年才被打破。
- 1994年1月2日：六代號牌換領作業結束，專屬部門撤收，此後所有舊牌換領作業視同新領牌照辦理。
- 1995年5月1日：第六代號牌正式註銷，同日起懸掛六代號牌上路即屬違法，將會被扣牌並強制送監理站更換新牌，不從者將處以罰款。
- 1996年3月：台北區監理所發出首張一版二式順編號牌 F3-0001 ；取消含有 I、O 編碼號牌（I2-0001、O2-0001），往後版本也不再使用。
- 2000年1月3日：台南監理站發出首張一版三式順編號牌 5K-0001 ；取消區段部分含有4編碼號牌（4F-0001）。
- 2002年1月：高雄區監理所發出首張一版四式順編號牌 0001-FA ，同時也是首批取消第3碼數字4編碼的號牌（2T-0001～0001-FD）。
- 2002年11月：新製租賃車車種號牌改為後綴區段（0001-AA）；原先前綴區段尚未製作部分即不再使用（KK-0001～VV-0001）。
- 2006年4月：原定於1995年發放於花蓮監理站的自用小型車車種前F4段號牌（F4-####），因諧音「赴死」而被塵封將近十年後，移轉至桃園監理站發放，為最晚發出的一批一版二式號牌。
- 2006年12月12日：公路總局開放號牌網路競標作業系統，同日起至31日為系統測試期，民眾憑自然人憑證及帳號即可登入參與競標。
- 2006年12月18-29日：全台各監理站所進行首批二版一式號牌競標作業（全數皆為現場競標）。
- 2007年1月2日：1998年末台灣省政府虛級化後，不斷有民眾反映號牌上仍有「台灣省」上綴一事，公路總局隨即製作取消上綴標示之二版號牌，除拖車車種外，取消發放第一版含有上綴標示之號牌，同日第二版號牌正式啟用，自用小客車車種自後QG段全段起（####-QG）、租賃車車種自後JJ段全段起（####-JJ）。
- 2007年1月22-24日：台北區監理所試行車輛號牌線上競標，為台灣史上首次非現場式號牌競標，競標範圍為後RF段全段（####-RF），24日上午10時11分57秒，呼聲最高的 8888-RF 正式結束競標，以13萬1千元的價格標出。
- 2007年2月起：原定於台北市區監理所發放的自用小型車車種後QH段，編號0001-3999被保留給政府單位或國營機關使用，例如警車、郵務車、中華電信工程車等，編號4000-4999未發。
- 2007年9月18-19日：台北市區監理所首度開放第二車種號牌競標，為租賃小型車後RR段全段（####-RR）。
- 2007年10月2日-11月8日：全台各監理站所進行首批550c.c以上大型重型機車號牌線上競標。
- 2010年4月6-8日：苗栗監理站進行首次二版二式號牌競標，為自用小型車後B6段全段（####-B6）。
- 2010年10月18-20日：台北市區監理所進行首次二版二式租賃小型車車種號牌競標，為後22段全段（####-22）。
- 2011年10月11-13日：台北市區監理所進行首次租賃小型車車種後88段全段號牌競標，13日上午11時30分，經過十次競標延期之後，8888-88 以358萬9千元的價格決標，不僅打破1992年的紀錄，同時也是首次決標價格高於百萬。
- 2012年1月9-11日：台北市區監理所進行首次二版三式租賃小型車車種號牌競標，為前22段全段（22-####）。
- 2012年12月17日：第八代號牌正式啟用，同日起不分車種將不再競標七代號牌。
- 2013年7月2-4日：宜蘭監理站打破內規，開放550c.c以上大型重型機車車種前TZ段部分號牌競標（TZ-##）。
- 2016年2月15日：台南監理站創下網路競標史上最短競標記錄，自競標開始至強制決標僅有一個小時（13:00~14:00），而競標號牌也僅有兩副（8808、8858）。
- 2018年7月17-19日：豐原監理站進行首次非常用車種號牌競標，為自用拖車車種後9A段部分號牌（##-9A）。

#### 全面換發
原先預計自2008年起，原本放置該識別的地方將以英文字母取代。除了車牌上方英文字母外，全面換發的新臺灣汽車牌照內容，則為前兩碼英文字母（西德字體）、連接號、後四碼阿拉伯數字為組合。例如：AB-6666，惟因經費等因素，直至2011年為止仍未實際實施。根據交通部公路總局表示，新車牌的設計將考量可行性、編碼方式、使用年限規範標準、換發時程和預算、身心障礙號牌數量、外交使節號牌是否要配合換發來作全面換發。經過評估後，該臺灣新車牌號碼設計，其容量可有1億3千3百萬，比現行規範的號碼容量多出25倍。

### 第八代（2012年12月17日至今）

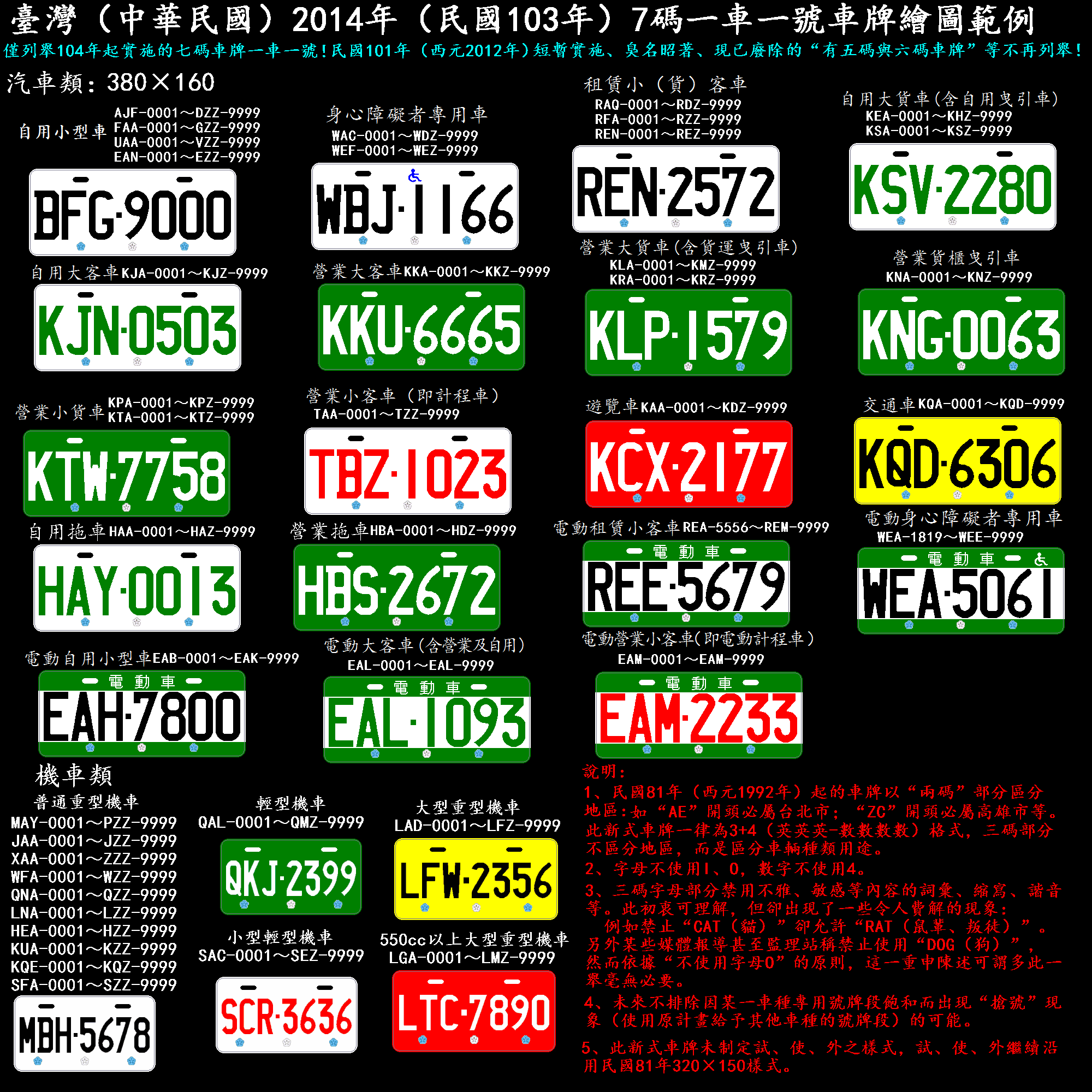
第八代各車種號牌繪圖範例

2012年，交通部公路總局宣佈為節省資源，新領牌車輛採用新制車牌，原行車輛車牌可不予換發，繼續沿用。新版的二十四種號牌全面新增一碼，且字體也改採用「澳洲字體」式樣，於12月17日起實施，英文字母增加1碼，號牌加長、厚度變薄，取消下方螺絲鎖孔，改為梅花圖案，另增加雷射細微字雕刻、摺邊及使用預防變造之字體。汽車號牌寬度由32公分增為38公分，機車號牌寬度由25公分增為30公分。2014年1月9日交通部核定：新式普通重型機車、輕型機車、小型輕型機車等號牌規格，由300mm ×150mm× 1.4mm 調整為260mm × 140mm × 1.4mm。
字母I、O與數字1、0混淆的問題
2012年新式車牌，雖然只要一直遵守“英英英-數數數數”即不必擔心字母I、O與數字1、0混淆的問題，官方依然承諾不會使用字母I、O。
但即便不會用，官方標準文件內依然展示了字母I、O的形狀：I為充斥整個45×90mm矩形的“工”字，O與數字0一致。

#### 大事記
- 2012年12月11日：士林監理站等4站所進行第八代號牌首次線上競標。
- 2013年1月17-24日：因汽機車車號衝突事件，士林監理站等7站所自用小型車車種改變發放區段。
- 2013年4月15-17日：因汽機車車號衝突事件，全台37站所中有26站所停發第八代普通重型機車號牌（範圍在AAA-ADE之間）。
- 2013年4月13-25日：公路總局進行史上最大規模車牌重分配行動，將機車車種ADF-AFE段進行重新分配，此段時間內受影響的監理站所只開放領取原型式號牌。
- 2014年4月14日：屏東監理站以順編領牌模式發出第一面首碼為M之普通重型機車號牌 MAW-#### 。
- 2015年7月22日：東勢監理分站等3站所發出第一面二版普通重型機車號牌（MAY段以後，大小為260mm × 140mm）。
- 2015年9月30日：嘉義區監理所發出第一副二版營業小客車號牌 TDC-0001 （TDA段以後）。
- 2015年11月30日-12月2日：於台北市區監理所首次開放線上競標BMW段自用小客貨車車牌BMW-####，而原本該車牌預計於2022年才會發放，為了因應民眾期待故提前製作並開放競標[7]。
- 2016年12月13-15日：全台首次普通機車車種（白牌機車）號牌開放線上競標，台北市區監理所進行普通重型機車車種MJT段全段（MJT-####），同一時間，屏東監理站進行普通輕型機車車種QAL段編號7001-9000（QAL-####）。
- 2016年12月20-22日：澎湖監理站及高雄市監理所進行全台首次250c.c.以上大型重型機車車種（黃牌機車）號牌開放線上競標，範圍為LAB、LAC、LAG、LAH段部分號牌（LAB-####）。
- 2018年7月16-18日：台南監理站進行首次首碼為B之自用小客貨車號牌競標，範圍為BAX-0001-BAX-9999（BAX-####）。
- 2019年4月8-10日：台中市監理站進行首次首碼為N之普通重型機車號牌競標，範圍為NBP、NBQ、NBR三段（NBP-####）。
- 2019年11月18-20日：於台北區監理所首次開放線上競標VVV段自用小客貨車車牌VVV-####，而原本該車牌預計於2059年才會發放，為了因應民眾期待故提前製作並開放競標[8]。
- 2023年9月11-13日：埔里監理分站進行首次首碼為P之普通重型機車號牌競標，範圍為PAE段部分號牌，編號0001-3000（PAE-####）。[9]
- 2025年1月14-16日：桃園監理站進行首次首碼為C之自用小客貨車號牌競標，範圍為CBG-0001-CBG-9999(CBG-####)。

## 軍用車輛[10][11]
- 行政車
  - 軍A -「將軍車」
    - 軍A-1 -「國防部本部」
    - 軍A-2 -「陸軍司令部」
    - 軍A-5 -「海軍司令部／海軍陸戰隊」
    - 軍A-6 -「空軍司令部」
    - 軍A-7 -「聯勤司令部」
    - 軍A-8 -「後備指揮部」
    - 軍A-9 -「憲兵指揮部」

  - 軍B -「上校車」
  - 軍C -「廂型得利卡／通訊車」
  - 軍D -「貨車型得利卡」
  - 軍E -「卡車」
  - 軍J -「大巴士」
  - 軍G -「機車」
  - 軍H -「救護車」
  - 軍K -「特殊車輛（憲兵噴水車、拖吊車 、消毒車 、雷達車等車輛）」
- 戰術車
  - 軍1 -「吉普車」
  - 軍2 -「軍械車」
  - 軍3 -「載重車」
  - 軍4 -「傾卸車」
  - 軍5 -「載重車（大）」
  - 軍6 -「曳引車」
  - 軍8 -「中型救濟車」
  - 軍9 -「特殊車輛」

## 相關議題

### 民間忌諱
因為台灣民眾一般忌諱與中文「死」唸音相近的「4」（台語中「四」音更近於「死」），因此當汽機車車牌換發時若碰至數字4時，民眾常因而取消領牌手續並自費重新選號。因此自1978年第五代號牌發行起，即已經停止製作最右邊為數字4的號牌（例：05-0004、01-00140）；1997年起，不論該號牌是否已製作，皆不發放數字中位碼為4的機車號牌（QA2-040），2003年，則又取消車牌號碼右邊第二碼的4（2T-0040），領牌同時開放跳過牌號有4之號牌。在第八代號牌啟用之後，於2015年因避免客運業與遊覽業駕駛與乘客中的忌諱，不論是否已下單製作，所有車種一律不發放含有4之號牌（也不接受自選），至此，中华民国成為全世界唯一僅使用9個數字作為車牌數字部分編碼的國家。
另外在第八代首批發放的自用小型車號牌中，AC開頭之部分區段因與台語諧音「會死」相近（例如ACL/會死喔、ACR/會死阿），一度引發民眾抗議，寧願赴外縣市領牌，但最終監理機關並沒有更換區段發放。而舊式號牌也並不如傳聞所述有眾多區段禁用（跳碼）情形，對此公路總局表示，英文車牌忌諱多參考國外實例，凡是涉及政治、宗教、性別及辱罵、負面字眼等，都會先被去除。
下表為現行流通號牌英文字母部分禁用狀況：(粗體字為已確定禁用)
| 分類                        | 七代 (1992式) [禁用同時英數段I/O (例：I2-0001)] | 八代 (2012/2014式) [已禁用I/O/4] | 可能禁用 |
| --------------------------- | --- | --- | --- |
| 粗口                        | FOP（愚蠢）、 FUC、FUG、FUK、FUQ、FUT（Fuck）、BC（白痴）、FK（Fuck） | （無） | TMD（他媽的）、WTF（What The Fuck） |
| 性                          | BJ（口交）、BT（變態） | SEX（性）、NTR（綠帽子） | AV（成人影片）、GM（肛門）、GT（龜頭）、HC（花痴）、MC（月經）、ML（做愛）、SJ（射精）、SL（色狼）、SM（性虐戀）、TT（保險套）、YD（陰道）、YJ（陰莖）                                                                           |
| 性別、職業及 身心障礙者歧視 | IQO（似IQ0，沒智商)、 SEX（性）、TIT（乳房） | GAY（同志）、ASD（自閉症）、BPD(邊緣性人格障礙)、BPH(攝護腺肥大症) | BRA（女性內衣）、NUN（修女、比丘尼）、SJB（神經病） |
| 國家或政黨簡稱              | KMT-*（中國國民黨）註：*-KMT未禁用、 PRC（中華人民共和國）註：*-PRC未禁用、 ROK（大韓民國） NP（新黨） | KMT（中國國民黨）、DPP（民主進步黨）、FTP（自由台灣黨）MKT（民國黨）、CPA（國會政黨聯盟）、YSP（青年陽光黨）、PDF（人民民主黨）、TSP（台灣基進黨）、SDP（社會民主黨）、FHL（信心希望聯盟） | CCP（中國共產黨）、GPT（綠黨）、 NPP（時代力量）、PFP（親民黨）、TSU（台灣團結聯盟）、 |
| 情報機構                    | FBI（美國聯邦調查局）、 GPU（苏俄國家政治保衛局） | (無) | KGB（苏联國家安全委員會） |
| 種族主義或種族歧視          | FOE（敵人）、GOD（神） | KKK（3K黨）、NTJ（國家一神教團） | HEZ（真主黨）、NAZ（納粹）、 PKK（庫德工人黨） |
| 動物                        | FOX（狐狸）、HOG、PIG（豬）、 PUG（哈巴狗）、PUP （小動物） | ANT（螞蟻）、APE（猿） | BUG（蟲子）、CAT（貓）、DOG（狗） |
| 其他 (含負面詞語)           | *-G8（生殖器）註：G8-*未禁用、 IO、OI（與五代純數字格式相似）、 AC（臺語：會死）、 LP（生殖器）、 MC（月經）、WC（廁所）、 LIE（騙子）、SLY（奸詐）、 SON（兒子）、SOS（求救訊號） 原因不明：POW(P.O.W.)(Prisoners of War) 、SDX | AGG、AGY、LGG（生殖器）、 ASS（屁股）、 BAD（糟糕）、END（結束）、ERR（錯誤）、LAY（躺下）、MAD（瘋子）、 SAD（傷心）、 FAT（肥胖）                                                        | BUM（無賴）、CKK（臺語：死翹翹）、LKK（老扣扣）、RIP（息止安所）、BC（白痴）、CD（臺語：死豬）、FK（接近髒話Fuck）、JC、JS（臺語：擠死）、KC、KS（臺語：氣死）、MP（沒品）、WC（廁所）、ZT（豬頭）、DIE-911（影射美國911事件）。 |

## 備註
1. ↑  8代1版(2012式)號牌編碼因汽機車車號衝突（又稱汽機車重號事件，指所用牌號編碼重疊以致監理作業混亂），在監理系統改制以後（區分為汽車／機車／拖車三種），雖仍持續在發放，但已不製發新牌，目前申請新號牌時仍以7代2版或8代2版為主，另有關編碼部分請參閱下節說明。
2. ↑  自2018年起，所製造之電動汽車號牌取消上下綠底識別，但「電動車」三字仍保留，且此前製發之號牌仍優先發放。
3. ↑  阿肯色州2006式、科羅拉多州2000式、康乃狄克州2000式、印第安納州2017式、堪薩斯州2007式、肯德基州2005式、明尼蘇達州2009式、新墨西哥州1989式、北達科塔州2016式、奧勒岡州2006式、威斯康辛州2000式

## 外部連結
3.5噸貨車掰掰！5噸小貨車管理條文正式上路 （页面存档备份，存于）